# Brandon Beal
Brandon Eujim O’Bryant Beal (* 16. Dezember 1983 in Tyler, Texas), besser bekannt unter seinem Künstlernamen Brandon Beal, ist ein US-amerikanischer R&B- und Popsänger und Songwriter. Sein älterer Bruder Teron, der unter anderem Songs für Michael Jackson geschrieben hat, ist ebenfalls Sänger und Songwriter.

## Karriere
Erstmals bekannt wurde Beal durch sein im Jahr 2008 veröffentlichtes Album Comfortable, welches sich bis heute über 65.000 Mal verkauft hat.
Im Februar 2011 ging er nach Dänemark, um mit dem dänischen DJ Rasmus Hedegaard unter dem Namen Beal & Ras beziehungsweise Beal n’ Ras zusammenzuarbeiten. Ihre erste Single Money konnte Platz 13 in den dänischen Charts erreichen. Die zweite Single I Like It wurde in Zusammenarbeit mit Troo.L.S am 18. August 2011 veröffentlicht.
Beal war Teil von Katos Single My House 2.0 auf dem Album Discolized 2.0. Sie erreichte Platz 40 der dänischen Charts. Zusammen mit Snoop Dogg ist er in dem Song Never Let U Go von Kato gefeaturet, der in der ersten Woche nach der Veröffentlichung auf Platz zwei landete.
Am 1. Januar 2014 veröffentlichte er zusammen mit Christopher den von Hedegaard produzierten Song Twerk It Like Miley, der Platz eins der dänischen Charts erreichte und später einen Danish Music Award für „Club Hit of the Year“ erhielt. In Deutschland konnte es für eine Woche Platz 95 erreichen. Außerdem veröffentlichten sie CPH Girls, der auch auf Platz eins landete.
Neben seiner Tätigkeit als Sänger arbeitet er auch als Songwriter und hat bisher unter anderem für Lukas Graham, J. Lewis, Christopher, Eric Saade, Nik & Jay, Electric Lady Lab, Scarlet Pleasure, Kuku Agami, Lil Eddie und Kristine Elezaj Songs geschrieben oder anderweitig mitproduziert.

## Diskografie
Alben
- 2008: Comfortable
- 2016: Truth

Singles als Leadsänger
- 2006: Grown
- 2008: Another Sad Love Song
- 2008: Country Love
- 2008: I Don’t Wanna See You Again
- 2008: Girl
- 2008: Hours
- 2008: I Can See It
- 2008: Maybe
- 2008: October
- 2008: You Deserve
- 2008: Ohh Shorty
- 2008: Purple Skirt
- 2008: Take Me Back
- 2008: Ways to Go
- 2009: Unlove You
- 2010: I Fall In Love
- 2011: Money (Hedegaard & Brandon Beal)
- 2011: I Like It (Hedegaard & Brandon Beal featuring Troo.L.S.)
- 2011: Where the F**k You From (Hedegaard & Brandon Beal)
- 2011: Celebrity Girl
- 2013: Single for the Night
- 2013: Obsessed

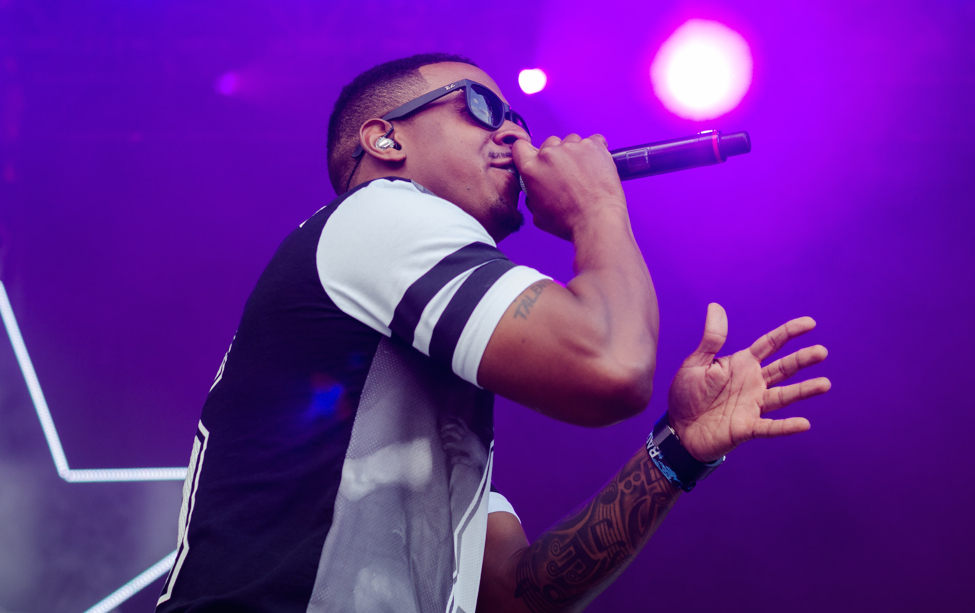
Brandon Beal (2014)

- 2014: Twerk It Like Miley (featuring Christopher)
- 2014: Side Bitch Issues
- 2015: Smile & Wave (Hedegaard & Brandon Beal)
- 2016: Golden (featuring Lukas Graham)
- 2017: Paradise (Brandon Beal x Olivia Holt)
- 2018: EX (featuring Jimilian)

Singles als Gastsänger
- 2011: My House 2.0 (Kato featuring Brandon Beal & Negash Ali)
- 2011: My City Never Sleeps (Cankoone featuring Juelz Santana & Brandon Beal)
- 2011: Scary Christmas (Hedegaard featuring Skinny & Brandon Beal)
- 2012: Never Let U Go (Kato featuring Snoop Dogg & Brandon Beal) (DK: Gold+×2Doppelplatin (Streaming) )
- 2013: Bootycall (Kato featuring Brandon Beal)
- 2014: CPH Girls (Christopher featuring Brandon Beal)
- 2015: Smile & Wave (Hedegaard featuring Brandon Beal)
- 2016: With You (De Fam featuring Brandon Beal)
- 2017: Bad Attitude (Lågsus P3 featuring Brandon Beal)